# Hermann Scholl

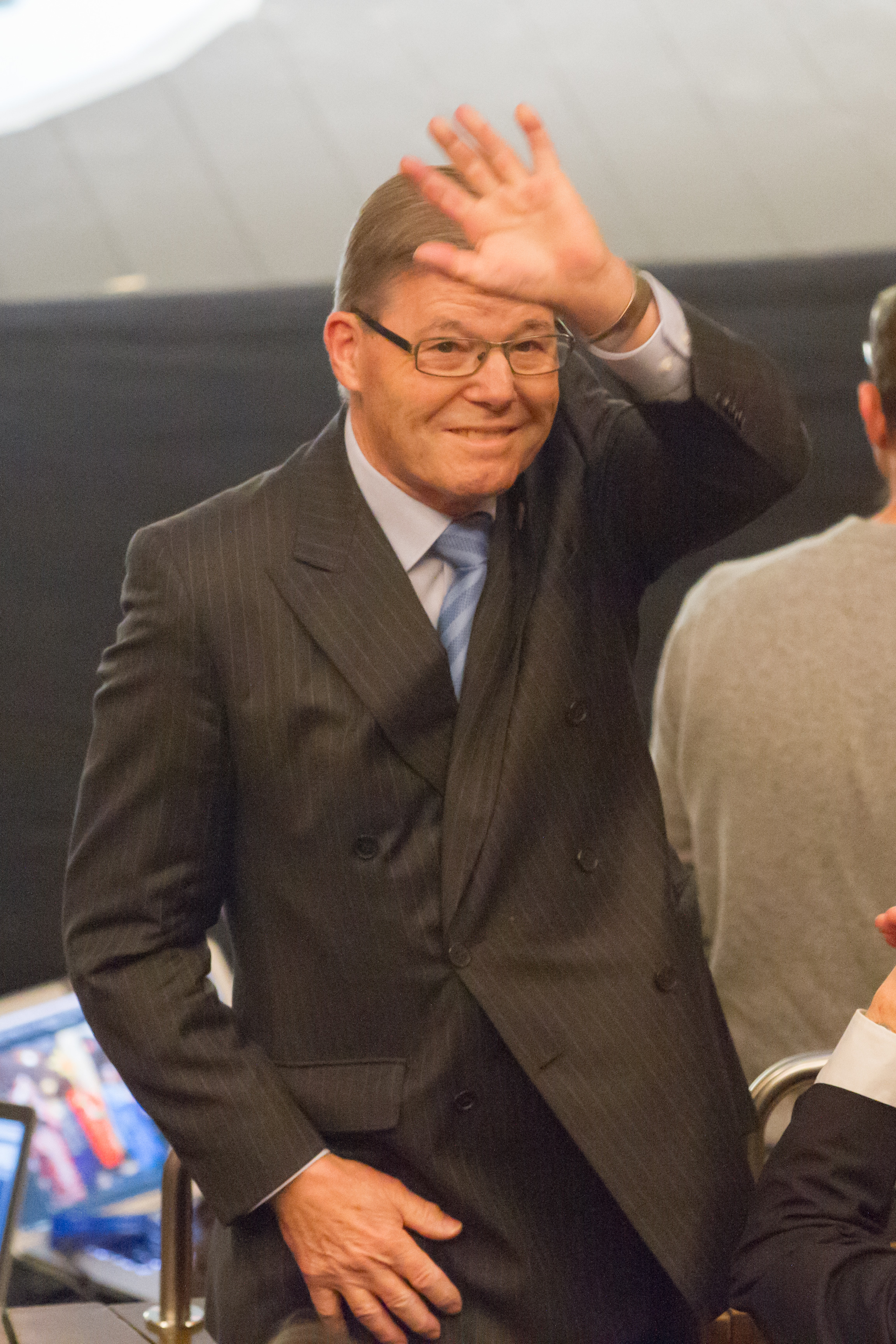
Hermann Scholl auf der Dreikönigskundgebung der Liberalen (2015)

Hermann Scholl (* 21. Juni 1935 in Stuttgart) ist ein deutscher Unternehmer. Er war von 1993 bis 2003 Vorsitzender der Geschäftsführung der Robert Bosch GmbH.

## Leben
Scholl wurde 1935 in Stuttgart geboren und studierte nach seinem Abitur an der Universität Stuttgart Elektrotechnik (Fachrichtung: Nachrichtentechnik). Nach seiner Promotion im Jahre 1961 zum Dr.-Ing. trat Scholl 1962 in die Robert Bosch GmbH ein. Bereits 1973 wurde er Mitglied der Geschäftsleitung und 1975 Mitglied der Geschäftsführung. 1993 wurde er zum Vorsitzenden der Geschäftsführung - als Nachfolger von Marcus Bierich - berufen. 1995 wurde Scholl auch persönlich haftender Gesellschafter der Robert Bosch Industrietreuhand KG, die die Stimmrechte der Robert Bosch Stiftung wahrnimmt.
Unter seiner Ägide konnte die Robert Bosch GmbH – trotz der Anfang der 1990er Jahre herrschenden allgemeinen Rezession – ihren Umsatz von etwa 16 Mrd. Euro auf über 36 Mrd. Euro steigern. Gleichzeitig stieg die Zahl der Beschäftigten von 157.000 auf über 230.000 an. Der Auslandsanteil des Umsatzes stieg unter seiner Leitung ebenso von 50 auf etwa 70 Prozent.
Scholl trieb bei Bosch die elektronische Benzineinspritzung D-Jetronic voran, die 1967 Weltpremiere hatte. Während seiner Tätigkeit in der Geschäftsführung brachte Bosch das erste zuverlässige ABS für PKW auf den Markt sowie elektronische Sicherheitssysteme. Bosch wurde unter seiner Führung zum Weltmarktführer der elektronischen Saugrohreinspritzung und Sicherheitssysteme. Im Dezember 2011 wurde er zusammen mit Manfred Fuchs mit dem Werner-von-Siemens-Ring geehrt.
2003 wechselte Scholl als Vorsitzender in den Aufsichtsrat der Robert Bosch GmbH. Zu seinem Nachfolger wurde Franz Fehrenbach berufen.
Am 30. Juni 2012 schied Scholl nach 50 Jahren Tätigkeit bei Bosch aus dem Aufsichtsrat aus und wurde zum 1. Juli 2012 Ehrenvorsitzender der Bosch-Gruppe. Zu seinem Nachfolger im Aufsichtsrat wurde Franz Fehrenbach berufen.
Scholl ist verheiratet und hat eine Tochter.

## Auszeichnungen
- 2011 Werner-von-Siemens-Ring[3]